# هیزل ایبل
هیزل ایبل (به انگلیسی: Hazel Hempel Abel) سناتور سابق عضو حزب جمهوری‌خواه ایالات متحده آمریکا بود. وی در سال ۱۹۵۴ میلادی سناتور ایالت نبراسکا در سنای ایالات متحده آمریکا بود.